# آپاکودال
آپاکودال (به لاتین: Aapakudal) در هند است که در تامیل نادو واقع شده‌است.